# Jon Harris (Filmeditor)
Jon Harris (* 11. Juli 1967 in Sheffield, England) ist ein britischer Filmeditor und Filmregisseur. Für seinen Filmschnitt von 127 Hours wurde er 2011 für einen Oscar nominiert.

## Leben und Karriere
Seine ersten nennenswerte Mitarbeit in Film- und Fernsehen leistete der im Sommer 1967 in Sheffield in South Yorkshire geborene Harris im Jahre 1995, als er unter anderem die dritte Regieassistenz neben dem Regisseur Gary Sinyor darstellte und noch im selben Jahr Schnittassistent bei The Turnaround war. Nachdem er im Jahre 1996 in den Filmen Immer wieder samstags und Joseph Conrad Der Geheimagent noch als zweiter Schnittassistent engagiert war, kam er im Jahre 1998 zu seinem ersten Engagement als ausführender Filmeditor. Dabei übernahm er die Schnittarbeiten am oscarnominierten britischen Kurzfilm Holiday Romance, der unter anderem auch unter dem Namen A Lust for Life bekannt ist.
Nachdem Harris im Jahre 1999 für eine Folge von Comedy Lab als Editor engagiert war, folgten im Folgejahr gleich zwei Filme, bei denen er im Filmschnitt tätig war: Der irische Kurzfilm The Second Death (in den Hauptrollen unter anderem mit Liam Cunningham, Michelle Fairley, Aidan Gillen) und der preisgekrönten Film Snatch – Schweine und Diamanten, für den er im Jahre 2001 den Phoenix Film Critics Society Award in der Kategorie „Bester Filmschnitt“ erhielt. Rund zwei Jahre später war er auch beim mehrfach nominierten und zum Teil starbesetzten Thriller/Drama Ripley’s Game als Editor im Produktionsteam. Nachdem er im selben Jahr auch noch im Kurzfilm Occasional, Strong und im Jahr darauf im Film Dot the I den Filmschnitt durchführte, kam er in ein recht erfolgreiches Jahr 2004, in dem gleich in vier namhaften Produktionen als Editor engagiert wurde.
Neben dem Schnitt von The Calcium Kid und der Dokumentationsminiserie Long Way Round übernahm er auch die Montagearbeiten an den preisgekrönten Produktionen Layer Cake und The Banker, wobei letzterer Kurzfilm sogar einen BAFTA Award gewann. Weitere große Erfolge feierte Harris schließlich ab dem Jahre 2005, wo er unter anderem am mehrfach ausgezeichneten Film The Descent – Abgrund des Grauens mitarbeitete, aber auch beim indisch-englischen Film Being Cyrus den Filmschnitt übernahm. Im selben Jahr erhielt er für seine Arbeit an The Descent – Abgrund des Grauens den British Independent Film Award in der Kategorie „Bester Schnitt“. Die beiden nächsten Jahre verliefen für den in England geborenen Harris verhältnismäßig ruhig ab. So übernahm er den Schnitt von Starter for 10, war aber auch als Editor des Blockbusters Der Sternwanderer engagiert. Nachdem er bereits mit The Descent wesentlich Erfahrung in diesem Genre gesammelt hatte, war Harris auch 2008 bei einem Horror-Thriller als Schnittspezialist engagiert. Dabei übernahm er die Schnittarbeiten von Eden Lake und war noch im selben Jahr für eine weitere Produktion, den preisgekrönten Kurzfilm The Pond, als Editor im Einsatz.
Sein Debüt als Regisseur gab Harris schließlich im Jahre 2009 beim Film The Descent 2 – Die Jagd geht weiter, der Fortsetzung des 2005 veröffentlichten Filmes, bei dem er nicht nur die Regie führte, sondern auch für den Schnitt zuständig war. 2010 folgten die Schnittarbeiten zu gleich zwei Blockbustern. Dabei führte er zuerst beim Film Kick-Ass und später beim zigfach nominierten und unter anderem sogar für sechs Oscars nominierten Film 127 Hours den Filmschnitt durch. Für seine Arbeit wurde er zum ersten Mal in seiner Karriere selbst für einen Oscar (in der Kategorie „Bester Schnitt“) nominiert, nachdem er zuvor bereits bei zwei oscarnominierten Werken mitgearbeitet hatte. Noch bevor er überhaupt für den Oscar nominiert wurde, erhielt er für den Film Nominierungen für den San Diego Film Critics Society Award (2010), Online Film Critics Society Award (2011) und den BAFTA Award (2011), dabei jeweils in der Kategorie „Bester Schnitt“. Ein weiterer Film, bei dem Harris als Editor engagiert wurde, war 2012 Die Frau in Schwarz.

## Filmografie

### Schnitt
- 1998: Holiday Romance (Kurzfilm)
- 1999: Comedy Lab (1 Folge)
- 2000: The Second Death
- 2000: Snatch – Schweine und Diamanten (Snatch)
- 2002: Ripley’s Game
- 2002: Occasional, Strong
- 2003: Dot the I
- 2004: The Calcium Kid
- 2004: Layer Cake
- 2004: Long Way Round
- 2004: The Banker
- 2005: The Descent – Abgrund des Grauens (The Descent)
- 2005: Being Cyrus
- 2006: Starter for 10
- 2007: Der Sternwanderer (Stardust)
- 2008: Eden Lake
- 2008: The Pond
- 2009: The Descent 2 – Die Jagd geht weiter (The Descent: Part 2)
- 2010: Kick-Ass
- 2010: 127 Hours
- 2012: Die Frau in Schwarz (The Woman in Black)
- 2013: Trance – Gefährliche Erinnerung (Trance)
- 2014: Die zwei Gesichter des Januars (The Two Faces of January)
- 2014: Kingsman: The Secret Service
- 2016: Bastille Day
- 2017: T2 Trainspotting
- 2018: Der Honiggarten – Das Geheimnis der Bienen (Tell It to the Bees)
- 2019: Yesterday
- 2021: Die Ausgrabung (The Dig)
- 2022: Pistol (Fernsehsechsteiler)
- 2023: Die unwahrscheinliche Pilgerreise des Harold Fry (The Unlikely Pilgrimage of Harold Fry)
- 2024: Speak No Evil
- 2025: 28 Years Later

### Schnittassistenz
- 1995: The Turnaround → Schnittassistenz
- 1996: Immer wieder samstags (When Saturday Comes) → zweiter Schnittassistent
- 1996: Der Geheimagent (The Secret Agent) → zweiter Schnittassistent

### Regie
- 1995: Zwei Singles machen noch kein Paar (Solitaire for 2) → dritte Regieassistenz
- 2009: The Descent 2 – Die Jagd geht weiter (The Descent: Part 2)

## Auszeichnungen und Nominierungen
Nominierungen
- 2001: Phoenix Film Critics Society Award in der Kategorie „Bester Filmschnitt“ für Snatch – Schweine und Diamanten
- 2010: Las Vegas Film Critics Society Award in der Kategorie „Bester Filmschnitt“ für 127 Hours
- 2010: San Diego Film Critics Society Award in der Kategorie „Bester Schnitt“ für 127 Hours
- 2011: Online Film Critics Society Award in der Kategorie „Bester Schnitt“ für 127 Hours
- 2011: British Academy Film Award in der Kategorie „Bester Schnitt“ für 127 Hours
- 2011: Oscar in der Kategorie „Bester Schnitt“ für 127 Hours

Auszeichnungen
- 2005: British Independent Film Award in der Kategorie „Bester Schnitt“ für The Descent – Abgrund des Grauens